# Tiina Ylinen
Tiina Ylinen (ur. 3 stycznia 1989 roku) – fińska zapaśniczka walcząca w stylu wolnym. 
Zajęła jedenaste miejsce na mistrzostwach świata w 2010. Brązowa medalistka mistrzostw Europy w 2008 i 2013. Dziesiąta na Igrzyskach europejskich w 2015.
Trzecia na MŚ wojskowych w 2010. Siódma na Uniwersjadzie w 2013. Trzecia na ME juniorów w 2007 i 2008 roku.